# Tremuzo
El monte Tremuzo es el pico más alto de la cordillera al norte de la ría de Muros y Noya, en el municipio de Outes (provincia de La Coruña, Galicia, España).
El pico se puede alcanzar caminando o por medio de bicicleta de montaña. Perteneciente a la comarca del Barbanza, es un atractivo en el senderismo de Galicia y ofrece una buena vista sobre la ría. En su cima hay un área recreativa y un parque eólico.
- Datos: Q17318028